# Omocestus petraeus
Omocestus petraeus is een rechtvleugelig insect uit de familie veldsprinkhanen (Acrididae). De wetenschappelijke naam van deze soort is voor het eerst geldig gepubliceerd in 1855 door Brisout de Barneville.